# Noegus
Noegus Simon, 1900 è un genere di ragni appartenente alla famiglia Salticidae.

## Distribuzione
Delle 24 specie note di questo genere ben 23 sono diffuse in America meridionale, in particolare in Brasile, Guyana, Argentina e Perù; l'unica specie rinvenuta in America centrale, la N. spiralifer è stata reperita a Panama e nel Guatemala.

## Tassonomia
Questo genere è stato considerato un sinonimo anteriore di Beccaria Caporiacco, 1947 da uno studio dell'aracnologa Galiano del 1982 e anche del genere Pseudamphidraus Caporiacco, 1947, a seguito di uno studio degli aracnologi Ruiz, Brescovit & Lise del 2008.
A maggio 2010, si compone di 24 specie:
- Noegus actinosus Simon, 1900 — Brasile, Perù
- Noegus arator Simon, 1900 — Brasile
- Noegus australis (Mello-Leitão, 1941) — Brasile
- Noegus bidens Simon, 1900 — Brasile, Argentina
- Noegus coccineus Simon, 1900 — Brasile
- Noegus comatulus Simon, 1900 — Brasile, Argentina
- Noegus difficilis (Soares & Camargo, 1948) — Brasile
- Noegus franganilloi (Caporiacco, 1947) — Guyana
- Noegus fulvocristatus Simon, 1900 — Brasile
- Noegus fuscimanus Simon, 1900 — Brasile
- Noegus fuscomanus (Taczanowski, 1878) — Perù
- Noegus lodovicoi Ruiz & Brescovit, 2008 — Guyana
- Noegus mantovani Bauab & Soares, 1978 — Brasile
- Noegus niger (Caporiacco, 1947) — Guyana
- Noegus niveogularis Simon, 1900 — Brasile
- Noegus niveomarginatus Simon, 1900 — Brasile
- Noegus pallidus (Mello-Leitão, 1947) — Brasile
- Noegus petrusewiczi Caporiacco, 1947[2] — Guyana
- Noegus rufus Simon, 1900 — Perù, Brasile
- Noegus spiralifer (F. O. P.-Cambridge, 1901) — Guatemala, Panamá
- Noegus transversalis Simon, 1900 — Brasile
- Noegus trilineatus (Mello-Leitão, 1940) — Brasile, Guyana
- Noegus uncatus Simon, 1900 — Brasile
- Noegus vulpio Simon, 1900[3]  — Brasile, Guyana